# Tricentrus amurensis
Tricentrus amurensis är en insektsart som beskrevs av Lindberg 1927. Tricentrus amurensis ingår i släktet Tricentrus och familjen hornstritar. Inga underarter finns listade i Catalogue of Life.